# Espero (destroyer, 1904)
Pour les articles homonymes, voir Espero (destroyer).
Le Espero était un navire de la classe Nembo de six destroyers construits pour la Regia Marina (Marine royale italienne) au cours de la première décennie du XXe siècle.

## Histoire
En 1912, le navire, comme tous ses navires-jumeaux (sister ship), subit des modifications radicales : les chaudières, initialement alimentées au charbon, sont alimentées au fuel, tandis que l'armement voit le remplacement des canons de 57/43 mm par quatre pièces de 76/40 mm, et les quatre tubes lance-torpilles de 456 mm par autant de tubes de 450 mm,. La silhouette du navire est également profondément modifiée : aux deux cheminées courtes et trapues qui existaient, on substitue trois cheminées plus petites et plus élancées,.
En 1914-1918, à la suite de nouvelles modifications, l'équipement nécessaire à la pose de 10-16 mines a été installé sur le navire,.

### Première Guerre mondiale
Lors de l'entrée du royaume d'Italie dans la Première Guerre mondiale, l'unité a été affectée au Ve escadron de destroyers, basé à Tarente, qui, outre l'Espero, comprenait les navires-jumeaux Turbine, Nembo, Borea et Aquilone. Le commandant de l'unité était le capitaine de corvette Bellavita.
Dans la nuit du 23 au 24 mai 1915, le jour même de la déclaration de guerre, il remorque au large de Cattaro le sous-marin Velella, qui est alors à l'affût.
Le 8 juin 1916, à 19 heures, il appareille de Vlora sous le commandement du lieutenant de vaisseau Fossati pour escorter vers l'Italie les transports de troupes Romagna et Principe Umberto, transportant le 55e régiment d'infanterie avec 2 605 personnes, ainsi que le croiseur éclaireur Libia et les destroyers Impavido, Insidioso et Pontiere. Le convoi, après un court trajet, est attaqué par le sous-marin (U-boot) austro-hongrois SM U-5 : le Principe Umberto, touché à la poupe par deux torpilles, coule en quelques minutes à une quinzaine de milles nautiques (28 km) au sud-ouest du cap de Gjuhëz, entraînant avec lui 1 926 des 2 821 hommes à bord. Les unités d'escorte n'ont pu que chasser en vain le SM U-5 et récupérer les survivants.
Au début de l'après-guerre, entre 1919 et 1921, le Espero subit de nouvelles modifications de la superstructure et de l'appareil moteur : une chaudière et, par conséquent, l'une des trois cheminées sont supprimées, tandis que la superstructure du pont est surbaissée,. À la suite de ces modifications, la puissance de l'appareil moteur a été réduite à 3400 CV, et la vitesse à 25 nœuds. Une pièce de 76 mm a également été débarquée, remplacée par un canon anti-aérien Colt-Browning 1895de 6,5/80 mm.

### L'Entreprise de Fiume
Pendant les événements de l'occupation de Fiume par le poète Gabriele d'Annunzio et la régence italienne de Carnaro, le navire, qui avait des fonctions d'escorte sur la route Trieste-Sebenice, passa du côté de D'Annunzio, atteignant Fiume (comme d'autres unités) le 8 décembre 1920. Le 26 décembre de la même année, au cours de ce que l'on appelle le Noël sanglant, le Espero est canonné et incendié par le cuirassé Andrea Doria, subissant de graves dommages: l'une des victimes du Noël sanglant, le marin Desiderato Rolfini, était en fait un membre de l'équipage du navire,,,.

### Turbine
En janvier 1921, le Espero retourne à Pula et, comme les autres navires qui avaient pris parti pour les légionnaires de Fiume, il est désarmé et désaffecté, pour être réinscrit sur les listes de la marine militaire - le 16 janvier 1921 - sous le nom de Turbine, qui avait appartenu à une unité perdue à la guerre le 24 mai 1915. Une fois les travaux terminés, il a été remis en service en juin 1921.
Rétrogradé en torpilleur en juillet 1921, le Turbine est définitivement désarmé en avril 1923 puis mis à la casse.

## Galerie d'images

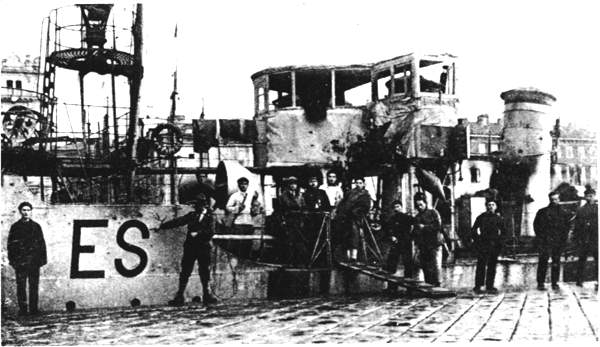
Le Espero à Rijeka après un Noël sanglant. Notez les dommages subis par le pont.
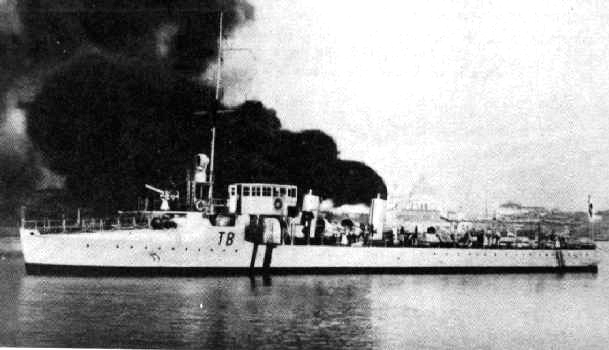
Le Espero après avoir été rebaptisé Turbine et déclassé en torpilleur.

## Source
- (it) Cet article est partiellement ou en totalité issu de l’article de Wikipédia en italien intitulé « Espero (cacciatorpediniere 1905) » (voir la liste des auteurs).